# Georgsbuchhandlung

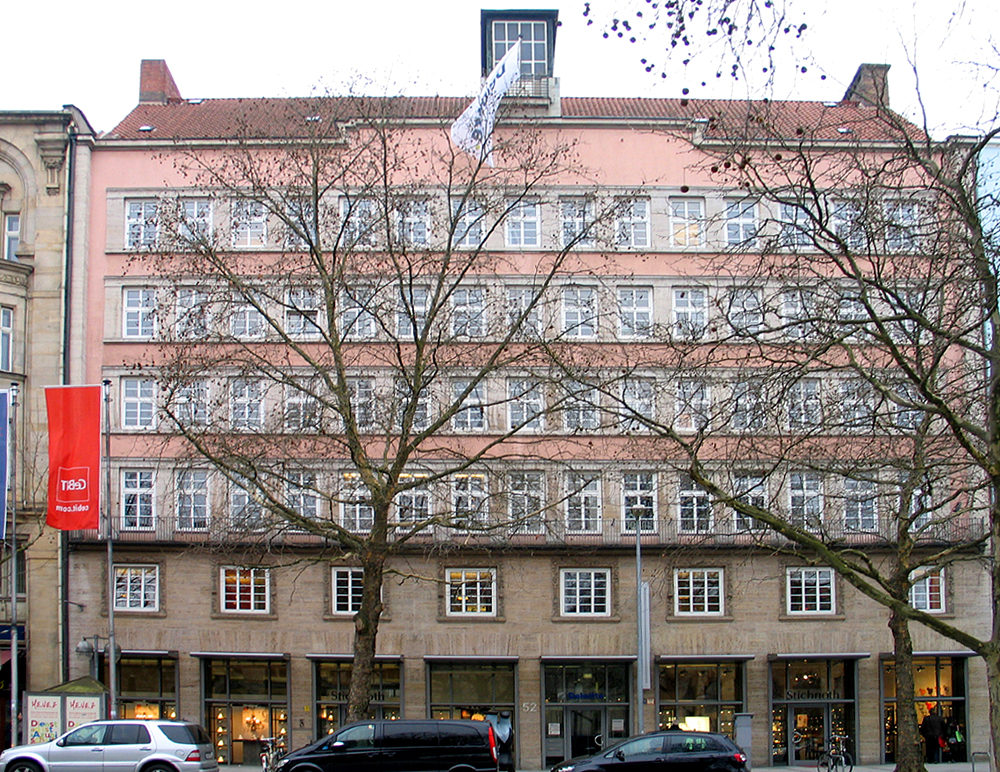
Die Georgsbuchhandlung hatte ab 1947 ihren Sitz im Kurierhaus, Georgstraße 52

Die Georgsbuchhandlung in Hannover, zeitweilig auch Leibniz-Buchhandlung genannt, war eine Buchhandlung und Veranstaltungsort für Lesungen zumeist hochrangiger deutscher Autoren.

## Geschichte
Die Georgsbuchhandlung entstand nach dem Zweiten Weltkrieg aus einer 1946 begonnenen Initiative der der Sozialdemokratischen Partei Deutschlands (SPD) nahestehenden Hannoverschen Druck- und Verlagsgesellschaft. Mit Genehmigung der britischen Militärregierung wurde die gewünschte „Volksbuchhandlung“ dann 1947 im Kurierhaus in der Georgstraße 52 eröffnet.
1957 zog die Georgsbuchhandlung zeitweilig in das „Pressehaus“ an der Goseriede 10, wurde 1964 jedoch wieder an den ehemaligen Standort im Kurierhaus verlegt.
Vor allem nach der Übernahme der Georgsbuchhandlung durch Otto Stender – den späteren Begründer der Hilfevereine Mentor – Die Leselernhelfer – entwickelte sich die Unternehmen zu einer gefragten Adresse für Literatur und Belletristik.
Innovativ waren vor allem die von Otto Stender – als erstem hannoverschen Buchhändler – monatlich durchgeführten Lesungen zumeist hochrangiger deutscher Autoren. Auf seinem bald stadtbekannten Roten Sofa lasen Schriftsteller wie beispielsweise Günter Grass, Siegfried Lenz, Doris Dörrie, Hilde Domin, Gabriele Wohmann und viele anderer mehr.

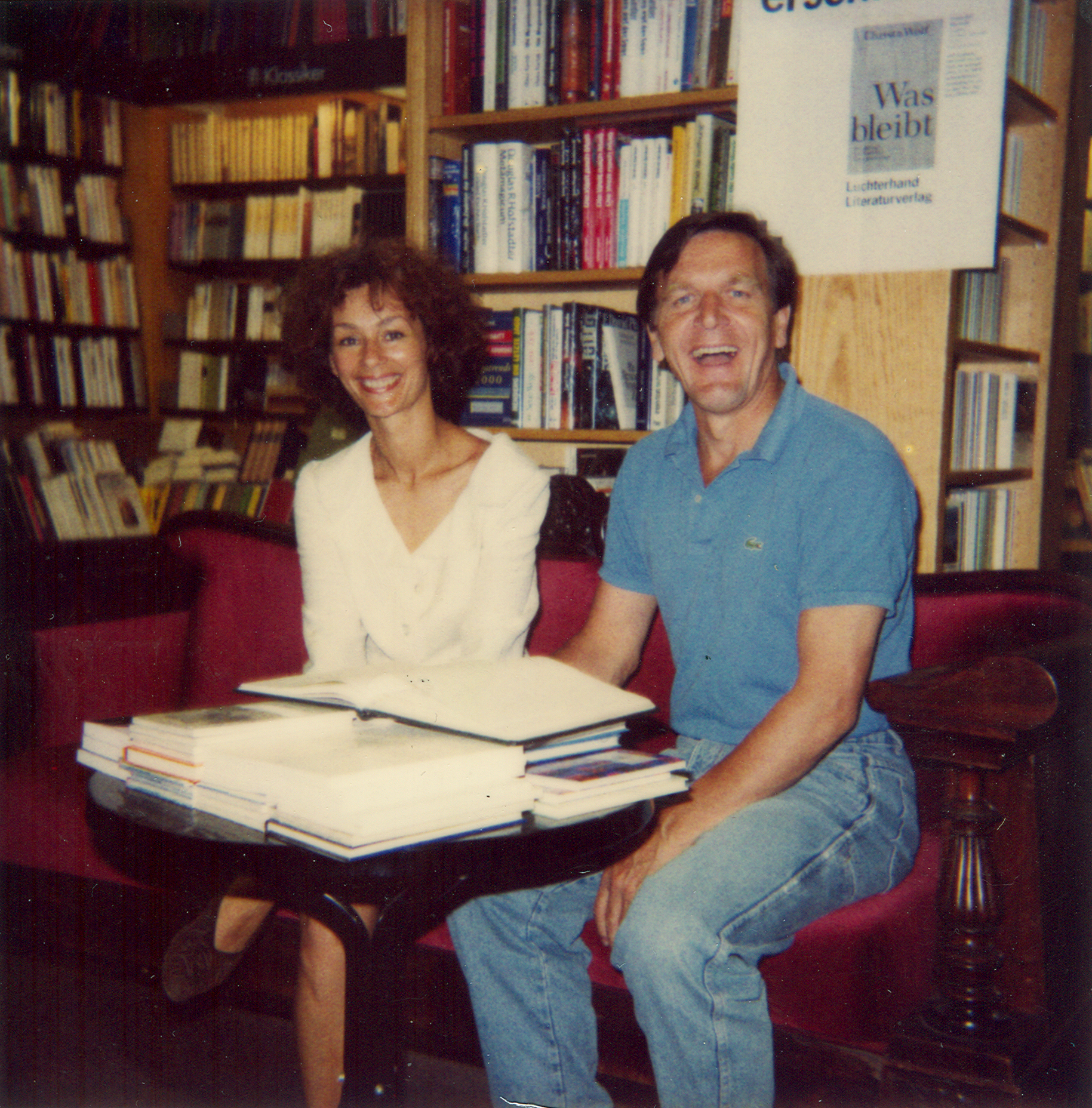
Auf dem Roten Sofa von Otto Stenders Georgsbuchhandlung: Hiltrud und Gerhard Schröder 1990 wenige Tage nach seiner Wahl zum niedersächsischen Ministerpräsidenten;
Polaroid-Sofortbild aus dem ersten Obergeschoss der Georgsbuchhandlung

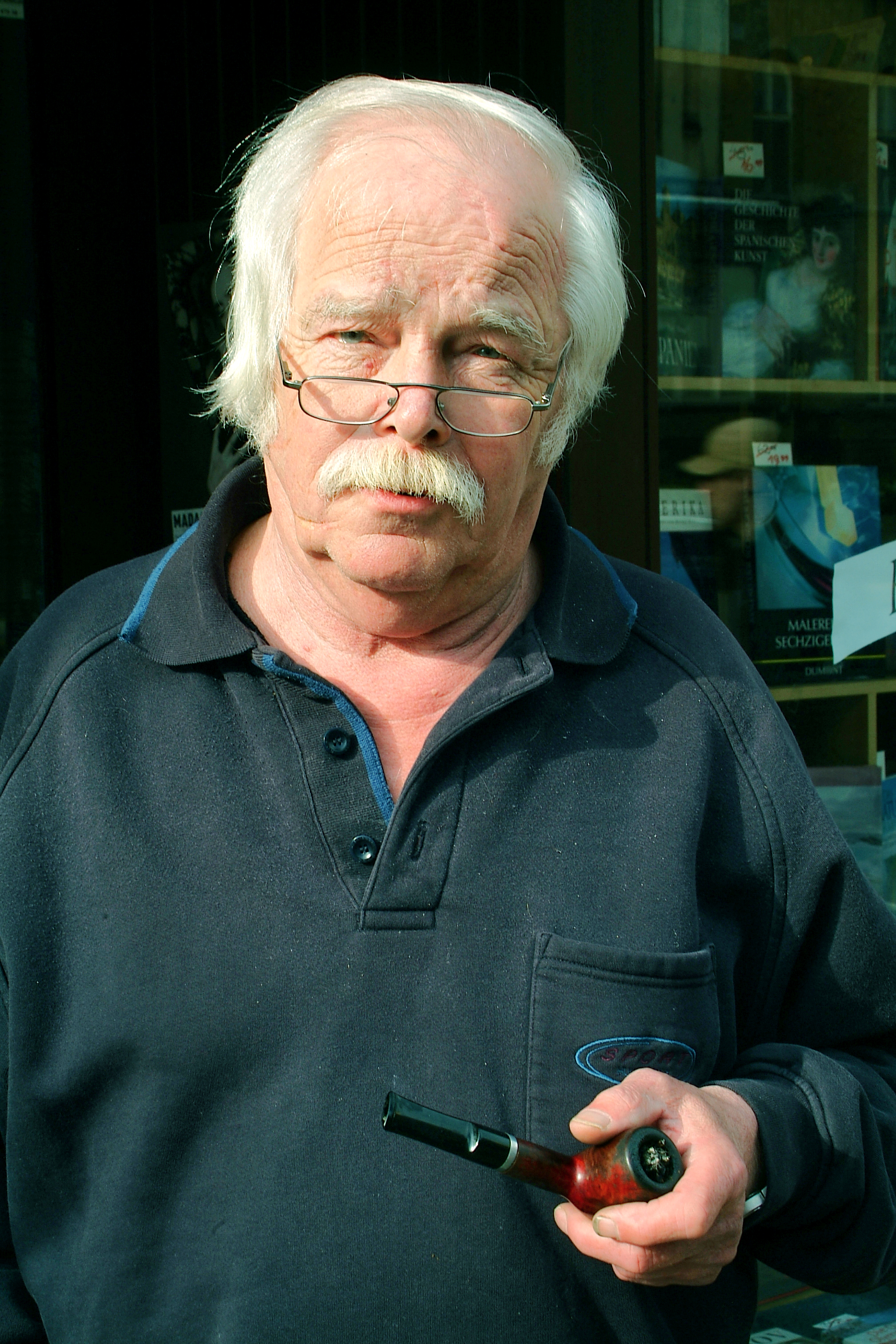
Otto Stender 2012 vor der ehemaligen Buchhandlung Stender in der Marienstraße 77

Nach einem Gesamtumbau des Kurierhauses durch den Eigentümer zwangen Mietsteigerungen für die nun vergrößerten Verkaufsräume Otto Stender 1997 zu einer Verlegung der Georgsbuchhandlung in die Karmarschstraße 27, wo er 1999 in Konkurs ging.
In der Buchhandlung Stender in der Marienstraße 77 konnte Otto Stender seine buchhändlerischen Aktivitäten zeitweilig fortführen.